# Roberto López Ufarte
Roberto López Ufarte (Fez, 19 de abril de 1958) é um ex-futebolista profissional espanhol, que atuava como atacante.

## Carreira
Roberto López Ufarte Zamora atuou na Real Sociedad em sua carreira, onde atuou por 474 partidas, que fez dele o sexto jogador que mais atuou pela equipe basca e o terceiro maior artilheiro com 129 gols. Ele fez parte do elenco da Seleção Espanhola de Futebol da Copa do Mundo de 1982.

## Títulos
Real Sociedad
- La Liga: 1980–81, 1981–82
- Supercopa de España: 1982
- Copa del Rey: 1986–87